# 砂岡春奈
砂岡 春奈（いさおか はるな、1986年9月30日 - ）は、日本のモデル、タレント、女優である。
栃木県栃木市出身。桐朋学園芸術短期大学演劇科卒業。JOYSTAFF所属。叔父に、1984年ロサンゼルスオリンピック重量挙げ男子82.5kg級銅メダリスト砂岡良治がいる。

## 人物
- 趣味は競馬・競走馬生産地巡り・キャラ弁作り・ヨガ。笹公人に師事し、短歌も詠む[2]。
- 特技は競馬について語る・ものまね・ジャズダンス・となりのトトロの全台詞1人芝居。
- 競馬力認定試験「馬検」2級[3]。
- 自身を「うまドル」と名乗る競馬好き[4]。『方言彼女。2』では、彼女が競馬新聞片手に予想をしているシーンがしばしば登場し「馬キャラ」が定着している。また、『なまうま』番組内では「うまドル」の肩書きでの競馬予想を展開していた。
- 2017年7月に一般人男性と入籍した。
- 2018年4月に芸能活動を停止し、2018年7月16日に自身のツイッターで、女の子を出産したことを報告。
- 2021年4月、アナウンサー事務所JOYSTAFFに加入し芸能活動を再開。
- 2021年4月5日より南関東地方競馬チャンネル中継キャスター 東京シティ競馬中継キャスター。

## 主な活動
- 日立太陽光発電システム イメージキャラクター ヒカリちゃん（2010年10月1日 - 2012年）[5]
- アンドロイドアプリレビューサイト『アンドロイドール』イメージキャラクター

## 出演

### テレビ
- 第55回茂原七夕祭り （千葉テレビ）
- 真王伝説〜アイドルバトルサバイバル3rd （テレビ埼玉）
- スパイスTV どーも☆キニナル! （フジテレビ）
- Jナビ （テレビ東京）
- 朝まるJUST （千葉テレビ）
- 方言彼女。2（テレビ埼玉他東名阪ネット6）
- 方言彼女。0（テレビ埼玉他東名阪ネット6）
- うまプロ! （フジテレビ）
- なまうま （フジテレビ）
- 爆報! THE フライデー 遠野なぎこ役再現V （TBSテレビ）
- 女神ビジュアル （NHKBSプレミアム）
- 競馬場の達人 （グリーンチャンネル）
- 週刊競馬用語百識 （グリーンチャンネル）
- 先週の結果分析 （グリーンチャンネル）
- 中央競馬全レース中継(土・午前) （グリーンチャンネル）
- 良好生活研究所（2013年4月 - 現在、テレビ朝日）※他3名(麻倉みな、椎名歩美、加治マヤ)と週替わりで出演

### 映画
- 特命女子アナ〜並野容子（2009年）

### 舞台
- オペラ日光
- LIFE〜誰かのために祈る時〜（2012年9月12日〜17日 両国・Air studio）[6]

### CM
- THE・GOLD TV-CM 東北限定（2010年9月〜2011年2月））[7]
- 全労済 TV-CM（映像オール＋WEB）(2011年10月1日〜2012年9月30日)

### WEB
- 総合競馬情報サイト『Gallop Online 春奈の穴埋め予想』競馬予想連載（2011年6月24日〜）。[8]